# Albert Ayler
Albert Ayler (* 13. Juli 1936 in Cleveland, Ohio; † November 1970 in New York City) war ein US-amerikanischer Jazzmusiker (Tenorsaxophon, auch Alt- und Sopransaxophon, gelegentlich Dudelsack) und Komponist. Er ist einer der  Wegbereiter des Free Jazz.

## Leben und Wirken
Aus einer Musikerfamilie stammend – sein Bruder ist der Trompeter Don Ayler – hatte Albert Ayler sehr früh Zugang zum Jazz. Er lernte mit sieben Jahren Altsaxophon und spielte anfangs in der Band seines Vaters Edward; seine Ausbildung erhielt er an der Cleveland Academy of Music. Von 1952 bis 1960 reiste er mit Blues- und Rhythm-and-Blues-Bands – etwa mit Little Walter und Lloyd Price – durch die Vereinigten Staaten. Während seiner  Militärzeit, die er zunächst in Texas und dann ab 1959 in Paris verbrachte, jammte er mit Stanley Turrentine und bereits mit Lewis Worrell und Beaver Harris, mit denen er später wieder zusammenarbeitete. Auch wechselte er in dieser Zeit zum Tenorsaxophon; in Paris trat er 1960/61 in Jazzclubs auf. 1961 lebte er einige Zeit in Kalifornien, bevor er 1962 in Skandinavien als Unterhaltungsmusiker tätig war und im Jazzhus Montmartre in Kopenhagen mit Dexter Gordon, Don Byas und Don Cherry und schließlich auch mit Cecil Taylors Gruppe spielte, mit der er 1963 auch in New York City auftrat. In Skandinavien entstanden erste Aufnahmen.
Ayler ging mit Cherry, Gary Peacock und Sunny Murray im Herbst 1964 auf Europatournee, nachdem er sein erstes Studioalbum in New York aufgenommen hatte; im Juli 1964 entstand dann in Triobesetzung mit Sunny Murray und Gary Peacock sein essentielles Album Spiritual Unity. Zu dem Trio stieß dann Don Cherry; 1965 gründete Ayler ein Quintett, dem auch sein Bruder Don beitrat. In wechselnden Besetzungen, zu denen Musiker wie Charles Tyler, der Cellist Joel Freedman und der Bassist Henry Grimes gehörten, nahm Ayler eine Reihe von Alben für das neue Avantgardelabel ESP-Disk auf. In erweiterter Besetzung, so mit zwei Bassisten, trat er von 1965 bis 1967 in den großen Clubs des New Yorker Stadtteil Greenwich Village auf.
Außerdem spielte Ayler 1965 mit Don Cherry, John Tchicai, Roswell Rudd, Gary Peacock und Sunny Murray die Platte New York Eye and Ear Control ein, die als die erste Aufnahme einer – ohne Absprachen entstandenen – „Free Form“-Improvisation gilt. 1966 kam es zu einer Zusammenarbeit mit Ronald Shannon Jackson, die auf Mitschnitten aus Slug’s Saloon dokumentiert ist. Im Jahr 1967 trat Ayler mit seinem Bruder Don, dem Geiger Michel Samson, dem Bassisten Bill Folwell und dem Schlagzeuger Beaver Harris auf dem Newport Jazz Festival auf; mit dieser Besetzung war er im Vorjahr auch auf Europatournee, wo er auch auf den Berliner Jazztagen auftrat.
In seinen späteren Aufnahmen (1968, 1969) näherte er sich auf Drängen des Produzenten Bob Thiele kommerzielleren Formen an, insbesondere dem Rhythm and Blues seiner frühen Jahre, „ohne jedoch als Solist wesentliches aufzugeben.“ Er holte beispielsweise den Canned-Heat-Gitarristen Henry Vestine hinzu, ließ weitere Bläser einfache Riffs spielen, ungewohnte Klangfarben (Spinett, Dudelsack, Jodelgesang) auftauchen und Sängerinnen Texte mit Hippie-Themen singen, aber auch das „‚Yeah, Yeah, Yeah!‘, das die Beatles von Ray Charles adaptiert haben.“
1970 fand Ayler in den Vereinigten Staaten kaum noch Arbeit. Er reiste im Juni 1970 mit neuer Besetzung erneut nach Europa, um in Frankreich zu spielen. Es ist unsicher, ob er danach noch einen Auftritt in New York (im August) hatte. Anfang November 1970 war Albert Ayler plötzlich von der Bildfläche verschwunden. Am 25. November 1970 fand man seine Leiche im East River von New York (Todesursache: Ertrinken). Es kamen Gerüchte um eine Exekution wegen Schulden bei Drogendealern auf. Nach Aussagen seiner Lebensgefährtin Mary Parks beging er Suizid: Er warf sein Saxophon in den Fernseher, verließ die Wohnung, nahm die Fähre zur Freiheitsstatue, sprang aber kurz vor der Ankunft ins Wasser.

## Seine Musik

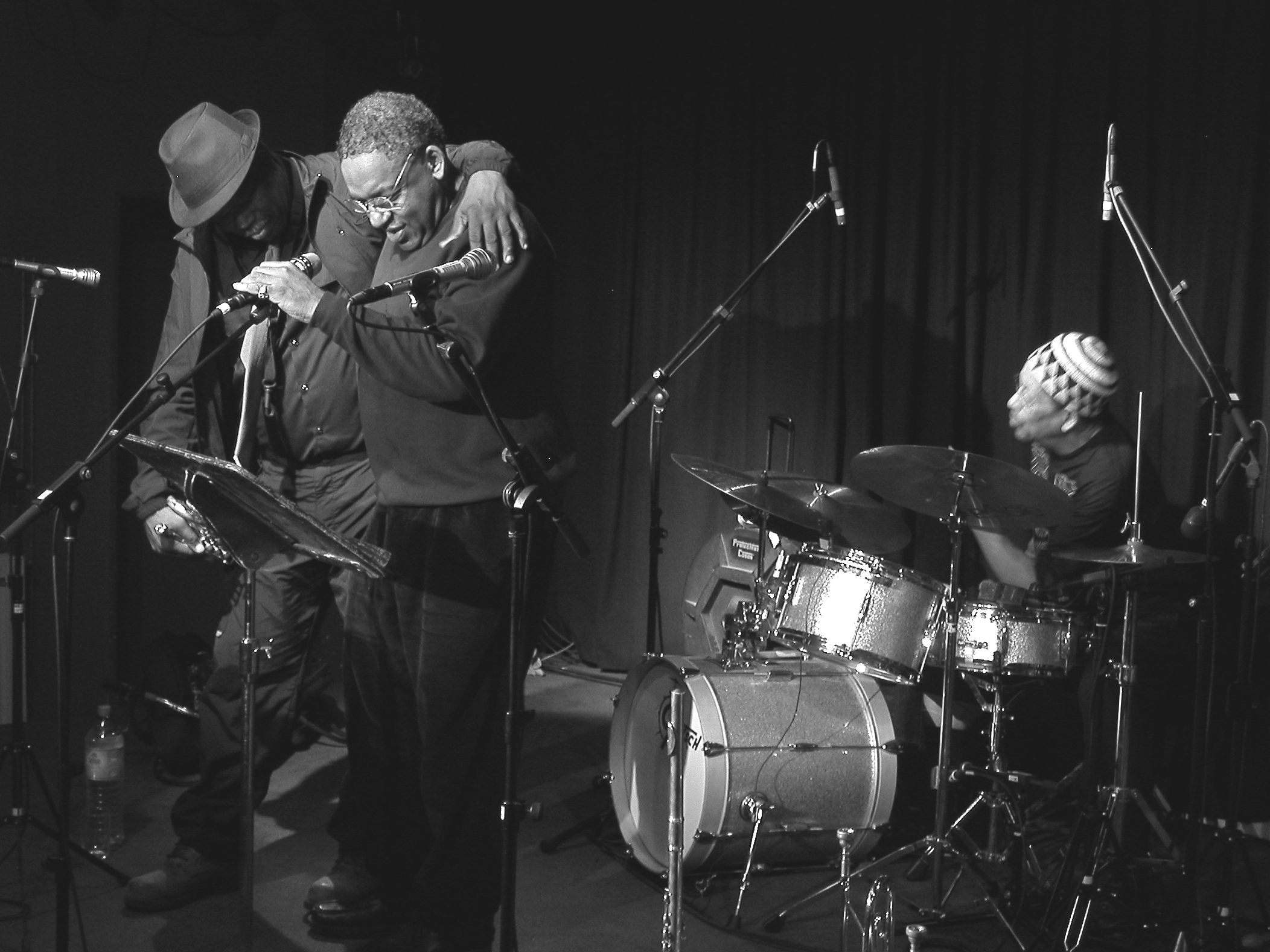
Roy Campbell jr. und das Projekt A Tribute to Albert Ayler rezitieren am Tag nach der Wahl Barack Obamas zum US-Präsidenten Aylers Gedicht Music is the Healing Power of the Universe

Aylers Sound war neu, ein Sound voller Spaltklänge, Obertöne und modifizierter Rhythm-and-Blues-Techniken und New-Orleans-Jazz-Spielweisen. Zusammen mit anderen experimentellen Musikern erschloss er damit neue Klangwelten; er betonte in Interviews immer wieder die zentrale Bedeutung von Folksongs und Marschmusik für seine künstlerische Entwicklung und seine Kompositionen, wie Bells, Ghosts, Spirits, Holy, Holy, Witches and Devils, Holy Spirit, Mothers, Vibrations und The Truth Comes Marching In. Die Themen der Kompositionen klingen „in ihrer rhythmischen Einfachheit und mit ihrem diatonischen Material wie Bruchstücke aus euro-amerikanischer Trivialmusik.“ Aylers Soli standen jedoch „zu seinen betont trivialen Themen in diametralem Gegensatz.“ Dabei entstanden „wilde, intensive Improvisationen, die die volkstümliche Naivität seiner Themen mit großer Schärfe negierten.“
Martin Kunzler zitiert den englischen Jazzmusiker Ronnie Scott, dessen Urteil im Melody Maker die Ratlosigkeit vieler Kollegen und Zeitgenossen repräsentierte: „Nach den Maßstäben, die ich kenne, ist dies kein Jazz.“ Keine Figur des Free Jazz war so umstritten wie Ayler, dessen „hymnische, verkünderische Musik sich trotz Rückgriffs auf viele traditionelle Elemente am weitesten von dem zu entfernen schien, was für Tradition gehalten wurde.“
Joachim-Ernst Berendt schrieb zum Stil Albert Aylers: „We Play Peace war sein immer wieder ausgesprochenes Motto. Die freien Tenor-Ausbrüche von Ayler (der weitgehend unabhängig war von Coltrane, diesem sogar vorausgehend) fanden Geborgenheit in besonders eigenwilliger Weise; durch seinen Rückgriff auf Marsch- und Zirkusmusik der Jahrhundertwende, auf Volkstänze, Walzer und Polkas, aber auch auf die dirges, die Trauerstücke der funeral-Prozessionen im alten New Orleans.“ Berendt betont die Nähe Aylers zur volksmusikalischen Ungebundenheit des field cry und des archaischen Folk Blues. Kritischer äußerte sich der Jazzkritiker Arrigo Polillo; angesichts „verzerrter Echos“ der diversen Folk-Elemente konstatiert er: „Aber hier fehlt die Freude ganz und gar. Die Heiterkeit wirkt vorgetäuscht in Form eines Trugbildes, das ein mechanisches Ballett zeigt, und wird von einem grausigen Zerrspiegel reflektiert.“ Letztlich handelt es sich nach dem Urteil von Andre Asriel aber um „eindrucksvolle Stücke, in denen Ayler, der wiederholt seine Sehnsucht nach einer heilen, friedlichen Welt bekannte, deren Unmöglichkeit im Angesicht der rauhen Realität des Lebens“ der Afroamerikaner in den Vereinigten Staaten gestaltete.
Richard Cook und Brian Morton betonen im Penguin Guide to Jazz insbesondere die Rolle des Schlagzeugers Sunny Murray und vergleichen sie in Titeln wie Transfiguration und Ghosts mit der „telepathischen Sympathie zwischen John Coltrane und Rashied Ali.“
Unter dem Eindruck Aylers und dessen „eruptiven Klangströmen“ nahm David Murray seine ersten Alben auf (Flowers for Albert). Ian Carr merkt im Jazz Rough Guide an, dass unzählige weitere Musiker seinem „Spirit“ folgten.
Das Magazin Rolling Stone  wählte sein Album Music is the Healing Force of the Universe 2013 in seiner Liste Die 100 besten Jazz-Alben auf Platz 47. Spiritual Unity gelangte dort auf Platz 81.

### Zitate
„Ich möchte etwas spielen, was die Leute mitsummen können. Ich spiele gern Lieder, wie ich sie sang, als ich noch ganz klein war, Volkslieder, die alle Leute verstehen.“

„Jazz ist Jim Crow. Er gehört in eine andere Ära, eine andere Zeit und an eine andere Zeit. Wir spielen „free music“.“

„Er ist das Atomzeitalter, der Explosivsound von heute.“

„Ayler […] war in vielerlei Hinsicht dem alten Klang von Bubber Miley und Tricky Sam Nanton näher als dem von Charlie Parker, Miles Davis oder Sonny Rollins. Er brachte das wilde, primitive Gefühl zurück, das den Jazz in den späten dreißiger Jahren verlassen hatte […] Seine Technik kannte keine Grenzen, seine Tonskala ging vom tiefen Grunzen zu den schrillsten Tönen in höchster Höhe – ohne Parallele …“

### Rezeption in der Literatur
Die 2018 von F. C. Delius (1943–2022) erschienene Erzählung Die Zukunft der Schönheit handelt von einem Konzert Aylers in einem New Yorker Jazzclub am 1. Mai 1966, währenddessen der damals 23-jährige Autor intensiv zu Assoziationen über Vergangenheit und Zukunft anregt wurde, sodass er nach einer ersten „Verstörung“ zunehmend von der Musik begeistert war – und gut 50 Jahre später ein Buch über dieses Konzerterlebnis schrieb.

## Diskografie (Auswahl)
- The First Recordings II (Sonet/DIW, 1962) mit Torbjörn Hultcrantz, Sune Spångberg
- My Name is Albert Ayler (Fontana, 1963)
- Bells/Prophecy (ESP-Disk, 1964/1965) mit Don Ayler, Charles Tyler, Lewis Worrell, Gary Peacock, Sunny Murray
- Spiritual Unity (ESP-Disk, 1964) mit Gary Peacock, Sunny Murray
- Ghosts (Debut, 1965)
- Spirits Rejoice (ESP-Disk, 1965)
- New York Eye and Ear Control (ESP-Disk, 1965) mit Don Cherry, Roswell Rudd, John Tchicai, Gary Peacock, Sunny Murray
- Lörrach/Paris (HatArt, 1966) mit Don Ayler, Michel Samson, Bill Fowell, Beaver Harris
- Live in Greenwich Village/The Complete Recordings (Impulse! Records, 1965–67)
- Love Cry (Impulse! Records, 1967)
- New Grass (Impulse! Records, 1968)
- Music Is the Healing Force of the Universe (Impulse, 1969)
- The Last Album (Impulse, 1969)
- The Copenhagen Tapes (Ayler Records, ed. 2002; wiederaufgelegt 2017 als Copenhagen Live 1964 von Hatology)
- Albert Ayler Trio 1964 – Prophecy Revisited (ezz-thetics/Hat Hut Records Ltd, 2020)
- European Recordings Autumn 1964 revisited (2021; teilweise zuvor als European Radio Studio Recordings 1964; Hatology, ed. 2017)
- La Cave Live Cleveland 1966 revisited (ezz-thetics, ed. 2022)
- Revelations: The Complete ORTF 1970 Fondation Maeght Recordings (Elemental Music, ed. 2022)

## Film
- Talking in Tongues (In Zungen reden), Dokumentarfilm von Doug Harris, 80 Minuten, USA/GB 1987
- Kaspar Collin: My Name Is Albert Ayler, Schweden 2005[25]
- Jean-Michel Meurice: Le Dernier Concert, Frankreich 1970 (letztes Konzert in der Fondation Maeght)